# Manos de póquer
El póquer es un juego de cartas, en el que hay distintas clases de "manos" o "juegos", que consisten en combinaciones de cinco cartas de la baraja inglesa. A excepción de ciertos tipos de póquer, como el razz o el badugi, la mayoría de variantes del juego emplean un conjunto estandarizado de manos.

## Manos
Las manos de póquer, ordenadas de mayor a menor valor, son las siguientes:

### Escalera real

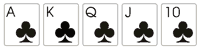
Escalera real o flor imperial de tréboles.

La escalera real o flor imperial (royal flush) es la escalera de color correspondiente a las cinco cartas de mayor valor consecutivas (10-J-Q-K-A). Con sólo cuatro combinaciones posibles, es altamente improbable que se den dos escaleras reales simultáneas.

### Escalera de color

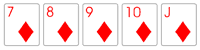
Escalera de color o flor corrida a la J.

La escalera de color o flor corrida (straight flush) es una combinación de cinco cartas consecutivas del mismo palo. Las escaleras se valoran en función de la carta más alta. Por ejemplo: la mano 5-6-7-8-9 sería una escalera de color al 9, y esta sería derrotada por una escalera de color a la J (como en la imagen), siendo el palo irrelevante y siempre en orden de menor a mayor. 
Para este caso, las manos 2-3-4-5-6 y 9-10-J-Q-K son las combinaciones posibles de menor y mayor valor respectivamente.

### Póquer

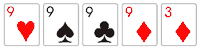
Póquer de nueves.

Un póquer o póker (four of a kind) es una combinación que contiene cuatro cartas del mismo valor y una carta cualquiera (kicker). Dos póqueres se comparan en función del valor del cuarteto. Por ejemplo: un póquer de sietes vence a un póquer de cuatros. En el caso de que varios jugadores compartan el mismo cuarteto, situación que puede darse en variantes de póquer como el Texas Hold'em, la carta adicional es la que desempata.

### Full

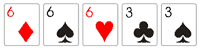
Un full de seises y treses.

El full (full house) es una combinación de tres cartas del mismo valor más un par. Por ejemplo, la mano Q-Q-Q-4-4 sería un full de damas y cuatros. El valor del full depende primeramente del valor del trío. No hay empates en estas combinaciones.

### Color

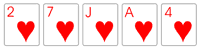
Un color a la J.

El color o flor (flush) es una combinación de cinco cartas del mismo palo, no necesariamente consecutivas entre sí. El valor de esta mano no depende del valor de las cartas con las que se realiza la mano. El palo en sí es muy irrelevante en orden a determinar el valor de la mano. En total es posible hacer 5148 colores diferentes, de los cuales 40 son escaleras de color. La posibilidad de obtener un color tomando cinco cartas al azar de la baraja es del 0,2 %.

### Escalera

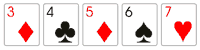
Escalera al 7.

La escalera o corrida (straight) es una combinación de cinco cartas consecutivas, no necesariamente del mismo palo. El valor de la escalera depende de la carta más alta de la sucesión, al igual que en la escalera de color. La escalera de mayor valor es la escalera al as (10-J-Q-K-A), llamada escalera broadway. El as actúa tanto como principio (con valor de 1, seguido del 2), como de final de la escalera (siguiendo a la K).

### Trío

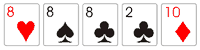
Trío de ochos.

Un trío o tercia (three of a kind) está compuesto por tres cartas del mismo valor y otras dos cartas distintas al trío y distintas entre sí. Cuando dos jugadores tienen trío, vence el que tenga aquel formado por cartas de mayor valor. También, se puede considerar del mismo palo un (K,Q y J) En caso de que ambos tengan el mismo (situación posible en juegos con cartas comunitarias), se recurre a las dos cartas adicionales para desempatar. Primero se compara el valor de la carta más alta de uno con la del otro, y en caso de empate se comparan las segundas más altas.

### Doble par

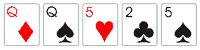
Doble par de Q y cincos.

Un doble par (two pairs) es una mano formada por dos pares distintos y una carta distinta de las anteriores. En caso de que dos jugadores tengan doble par, se compara primeramente el par más alto de cada uno. En caso de empate, se reparte en dos la ganancia obtenida.

### Par

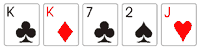
Un par de K.

Un par (one pair) es una mano formada por dos cartas del mismo valor más tres cartas adicionales de valor distinto de la pareja y distintas entre sí. En caso de que varios jugadores tengan par, se compara el valor numérico de esta. En caso de empate, se comparan las cartas compañeras, empezando por las más altas de cada uno, y siguiendo de manera descendente. 

### Carta alta

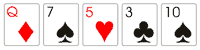
Una carta alta a la Q.

Cuando no se tiene ninguna combinación de las anteriores, se dice que se tiene carta alta o carta más alta (high card). Dos cartas altas se comparan entre sí comparando los valores de las cartas una por una, empezando por la más alta de cada jugador y siguiendo en orden descendente. Por ejemplo: la mano A-K-4-3-2 vence a la mano A-Q-J-10-9 dado que aunque ambos tienen un as; la primera mano tiene una segunda mejor carta y a partir de este punto, el resto ya no se considera.

## Probabilidades
La probabilidad de obtener cada una de las manos se obtiene de dividir el número de combinaciones que dan lugar a dicha mano entre el total de combinaciones posibles de cinco cartas. Se muestran en la siguiente tabla:
| Mano              | Combinaciones | Probabilidad |
| ----------------- | ------------- | ------------ |
| Escalera real     | 4             | 0,0001539 %  |
| Escalera de color | 36            | 0,0014 %     |
| Póquer            | 624           | 0,0240 %     |
| Full              | 3,744         | 0,1441 %     |
| Color             | 5,108         | 0,1965 %     |
| Escalera          | 10,200        | 0,3925 %     |
| Trío              | 54,912        | 2,1128 %     |
| Doble par         | 123,552       | 4,7935 %     |
| Par               | 1,098,240     | 42,2569 %    |
| Carta alta        | 1,302,540     | 50,1177 %    |